# Club Deportivo Municipal CM
El Club Deportivo Municipal fue un club de fútbol colombiano, del municipio de Bogotá. Fue fundado en 1932, pertenecía a la Municipalidad y el Concejo de la ciudad convirtiéndose así en el equipo oficial de Bogotá y recibiendo el escudo y los colores (en esa época, Blanco y Negro) oficiales de la ciudad. En el año 1946 pasó a convertirse en Club Deportivo Los Millonarios.

## Historia
Desde su creación, el Club Deportivo Municipal se convirtió en uno de los equipos de fútbol más importantes, al conseguir títulos en los torneos de liga aficionados, además de las varias giras que realizaba por todo el país. Lograba también triunfos en los primeros partidos internacionales que se disputaron en Bogotá, obteniendo de manera usual, importantes victorias que lo fueron convirtiendo en el favorito de las competiciones a las que acudía. No sólo en esta época sino en toda su historia, ha sido  pionero; prácticamente el primer triunfo de cualquier equipo colombiano, en cualquier país, o la primera participación de alguno en cualquier categoría, por lo general está ligada siempre a su nombre. Por ello tiene reconocimiento a nivel mundial.
A principios de 1937 un grupo de jóvenes alumnos de bachillerato del Colegio de San Bartolomé, y del Instituto de La Salle, ambos del centro de Bogotá, decidieron formar un equipo de fútbol con el objetivo de enfrentarse a los equipos de otros sectores de la ciudad. Los primeros deseaban llamarlo Unión Juventud, ya que se había reorganizado en 1935 como Unión, el antes Juventud (1932); y los otros querían el nombre de Unión Bogotá, porque llamaban al suyo Bogotá. Inicialmente el equipo, que no contaba con ningún apoyo oficial, comenzó a ganar apoyo popular y, ya que no se habían podido decidir por ninguno de los dos nombres, jugaba un partido con uno y al siguiente con el otro. Posteriormente, quedó bajo el nombre compuesto de Juventud Bogotana (aún hoy pervive una importante barra denominada -Juventud Azul-). 
Pasado un año de vida, el equipo continua ganando el apoyo de la gente gracias a sus contundentes triunfos, por lo que todos sus jugadores, dirigidos por su vocero Ignacio "Nacho" Izquierdo (primer hombre importante en la historia de la institución) son convocados para formar la primera Selección de fútbol de Colombia de la historia. El equipo participó por primera vez en el mes de febrero en los Juegos Centroamericanos y del Caribe celebrados en Ciudad de Panamá, consiguiendo la Medalla de Bronce en su debut. 

Tras regresar de Panamá y con el equipo a punto de desaparecer, "Nacho" Izquierdo aprovechó que se avecinaba la primera edición de los Juegos Bolivarianos que se celebrarían en Bogotá y encontró en este grupo inicial el entusiasmo para conformar un cuadro más estructurado, por lo que el equipo volvió a representar a la Selección Colombia. Para dirigir a la Selección, el gobierno colombiano contrató, en Mar del Plata, Argentina, a Fernando Paternoster, exjugador de la Selección Argentina, (Subcampeona de la Copa Mundo de 1930). 
El equipo es adquirido por la Municipalidad y el Consejo de la ciudad, y recibió su apoyo económico. Fue entonces denominado Club Municipal de Deportes, convirtiéndose así en el equipo oficial de Bogotá y recibiendo el escudo y los colores (en esa época, Blanco y Negro) oficiales de la ciudad. 
Al equipo se vinculan nuevos directivos como Álvaro Rozo (Secretario de Gobierno de Bogotá), que asume como Presidente, Hernando Beltrán que es nombrado como Secretario, Antonio José Vargas y Manuel Briceño Pardo. 
Su debut con esta nueva denominación de Club Municipal de Deportes, fue en sus partidos de preparación antes de los Juegos Bolivarianos, donde venció al campeón nacional departamental, Antioquía 4-2, además de empatar 2-2 con el Junior de Barranquilla. 
Tras los Juegos (cuarto lugar) jugó por primera vez ante una selección nacional, la Selección de Ecuador ganando 3-1 y luego enfrentó a la mundialista Selección de Cuba, venciendo también 3-2 y 2-1. Se había nombrado definitivamente como entrenador del club a Fernando Paternoster. 
Pese a los triunfos deportivos, el Municipio le suspendió la ayuda por los problemas entre los fundadores del Juventud Bogotana y Álvaro Rozo (Presidente del club). El cuadro entonces quedó a cargo de Manuel Briceño Pardo, Antonio José Vargas y del comerciante santanderino Alberto Lega, quien ingresó aportando $50.000.oo, quienes tomaron el mando del equipo y restablecieron la normalidad. Ya sin ayuda económica y sin colores en su uniforme, los directivos le buscaron nuevo nombre al equipo: Club Municipal Deportivo y posteriormente Municipal Deportivo Independiente (como aclaración de su desvinculación del Municipio).
El 11 de diciembre de 1938, enfrenta por primera vez a un club del exterior, el Santiago Wanderers de Chile en Bogotá y le gana por 2-1. Gracias a la amistad entre el entrenador Paternoster y el argentino Vicente Lucífero, jugador del Wanderers, se logra su contratación y la otros dos argentinos más, los primeros extranjeros en la historia del club (con el mencionado dinero aportado por Alberto Lega). Lucífero regresaría luego de las festividades, el 18 de enero de 1939, con Óscar Sabransky y Antonio Ruiz Díaz. 
El 28 de enero bajo la nueva denominación de Municipal Deportivo Independiente, debutan los tres argentinos ante la Selección de Antioquía a la que vencen por 5-4 con goles de Lucífero en tres ocasiones, Carvajal y "Nacho" Izquierdo, en lo que fue todo un espectáculo para el fútbol de la ciudad, pues era la primera vez que un equipo de Bogotá formaba con jugadores extranjeros. 
Luego el 2 de febrero derrota al Panamá de Guayaquil, en El Campín por 4-2, con goles de los tres argentinos. En abril realizó su primera gira por la Costa Atlántica y contó ya con la llegada de otros dos refuerzos argentinos más, Alfredo Cuezzo y el goleador Luis Timón. El 3 de abril vence por 5-4 a la Selección de Magdalena (apodada Los Olímpicos, por haber ganado los Juegos Nacionales, Manizales 1937), en Santa Marta dijeron que no les había ganado el Municipal, sino, Argentina; luego el 6 de abril cerró ganando por 7-2 al Junior de Barranquilla.

## Desaparición
El Club Deportivo Municipal dejó de figurar a mediados de 1939, tras retirársele el apoyo económico por parte de la municipalidad de Bogotá. La junta directiva del club decidió que era momento de realizar un cambio impactante en la organización. Uno de los miembros de la junta directiva del club era gran seguidor del fútbol argentino, en especial del Club Atlético Tigre.
En el año 1939, el club era uno de los más representativos del país. 5 futbolistas argentinos identificaban al club bogotano por lo que al equipo se le empezó a conocer como "El Argentino" y "Los Millonarios". Se produjeron los grandes cambios en el club. El primero, el cambio de nombre que se derivó de los apodos que tenía el equipo. En esta etapa fue de gran influencia un miembro de la junta ya que su gusto por el club tigre de Argentina impidió que se le cambiara el nombre del club a "El Argentino" debido a la gran rivalidad entre el club de Victoria y Argentinos Juniors. El Club Deportivo Municipal pasaría a conocerse como Club Deportivo Los Millonarios, y su uniforme también tendría relación con el club tigre ya que portaría los colores azul y blanco.

## Uniforme
- Uniforme titular: Camiseta blanca, pantalón y medias negras.
- Uniforme alternativo: Camiseta negra, pantalón y medias blancas.